# Thomisus marginifrons
Thomisus marginifrons là một loài nhện trong họ Thomisidae.
Loài này thuộc chi Thomisus. Thomisus marginifrons được Ehrenfried Schenkel-Haas miêu tả năm 1963.